# Ейдельман Тамара Натанівна
Тамара Натанівна Ейдельман (нар. 15 грудня 1959, Москва, РРФСР, СРСР) — російський педагог, історик, письменниця, перекладачка, радіоведуча і блогер. Відмінник народної освіти РРФСР. Заслужений вчитель Російської Федерації (2003).
Авторка статей з історії і педагогіки, член правління Міжрегіональної громадської організації «Об'єднання викладачів історії».

## Біографія

### Ранні роки та сім'я
Народилася в 1959 році в сім'ї істориків Натана Яковича Ейдельмана та Елеонори Олександрівни Павлюченко . Дід (по батьковій лінії) — театрознавець, журналіст і публіцист Яків Наумович Ейдельман.
1981 року закінчила історичний факультет Московського державного університету імені Ломоносова за спеціальністю «історик, учитель зі знанням іноземної мови».
Чоловік — письменник і журналіст Петро Алешковський. Дочка — Ганна Алешковська, син — громадський діяч Митя Алешковський (нар. 4 березня 1985), онука — Катерина Алешковська.

### Викладацька та медійна діяльність
З 1986 по 2021 рік працювала в школі № 67 міста Москви вчителькою історії та суспільствознавства, пізніше на посаді завідувачки кафедри історії.
Авторка низки статей з проблем викладання в «Російському журналі», бюлетені «Єврокліо», «Шкільному огляді», брала участь у TED Talks.
Вела тематичні передачі «Книги нашого дитинства», «Умовний спосіб» та «Долі книг» на радіостанціях «Маяк», «Голос Росії» та «Радіо Росії-Культура».
Автор та лектор циклу лекцій з історії та суспільствознавства у Школі «Пряма мова».
Автор та лектор циклу дитячих аудіо-курсів з історії для Радіо Arzamas.
Викладачка циклу лекцій з історії Росії початку 19 століття на платформі InternetUrok.ru.
З 2012 веде блог на сайті «Ехо Москви». З 2015 року перебуває в складі опікунської ради фонду «Русь Сидяча».
У жовтні 2019 року створила канал «Уроки історії з Тамарою Ейдельман» на YouTube, де регулярно викладаються відео, в яких як оповідачка Тамара розмірковує на різні історичні теми. Станом на березень 2022 року відеоблог має понад 500 тисяч підписників, а сумарні перегляди відео досягли 35 мільйонів.
З 2020 року — колумністка інтернет видання The Insider.
У квітні 2021 року представила в «Єльцин-центрі» авторський цикл «Проти течії: історія громадянських конфліктів», присвячений мирній боротьбі людей за свої права, у тому числі безкровній зміні тоталітарної влади у низці європейських країн у ХХ столітті.
Також у квітні 2021 року Ейдельман написала відкритий лист, у якому просила московське представництво «Лікарів без кордонів» допомогти Олексію Навальному, який перебував у виправній колонії в Покрові. Приблизно дві тисячі людей підписали цей лист. Пізніше Ейдельман була викликана в поліцію у зв'язку з постом у соцмережі.
В 2022 році засудила російське вторгнення в Україну та покинула Росію. 9 вересня 2022 року мін'юст РФ вніс до реєстру фізичних осіб-іноземних агентів історика Тамару Ейдельман.

## Праці

### Книжки
- Тамара Натановна Эйдельман.  — Пешком в историю, 2016. — 72 с. — (История России) — ISBN 978-5-905474-48-4. Архівовано з джерела 18 березня 2022
- Тамара Натановна Эйдельман. Николай II. — Рипол-Классик, 2017. — 40 с. — (Русские государи. Романовы) — ISBN 978-5-386-08302-1.
- Тамара Натановна Эйдельман.  — Izdatelʹstvo Individuum, 2018. — 214 с. — ISBN 978-5-6040721-4-1. Архівовано з джерела 18 березня 2022
- Тамара Натановна Эйдельман. 20 загадок русской истории. — Пешком в историю, 2019. — 132 с. — ISBN 978-5-906994-38-7.
- Тамара Натановна Эйдельман, Екатерина Бунтман. Бородинская битва. 1812. — Лабиринт, 2019. — 26 с. — (Детская художественная литература) — ISBN 978-5-9287-2385-9.
- під ред. Натальи Нарциссовой. Право на життя: Історія смертної кари— Альпіна Нон-фікшн, 2022. — 400 с. — ISBN 978-5-00139-585-0.

### Статті та публікації
- Тамара Эйдельман. Супружеский долг. Тамара Эйдельман о политических семьях от Ярослава Осмомысла до Светланы Тихановской // The Insider. — 2020. — Число 23. — 10. Архівовано з джерела 18 березня 2022. Процитовано 18 березня 2022.
- Тамара Эйдельман. От лорда до служанки // Такие дела. — 2014. — Число 18. — 01. Архівовано з джерела 20 листопада 2021. Процитовано 18 березня 2022.
- Тамара Эйдельман, Александр Чанцев. «Большинство учебников не так ужасны. Они просто невероятно скучны и традиционны» // «Неприкосновенный запас», издательство «Новое литературное обозрение». — 2012. — № Неприкосновенный запас 2012/5 (85) (23 апреля). Архівовано з джерела 7 травня 2021. Процитовано 18 березня 2022.
- Тамара Эйдельман. Традиции по прежнему в чести. Обзор школьных учебников отечественной истории // Вестник учебной и детской литературы. — 2007. — № №5-2007 (23 апреля). Архівовано з джерела 29 квітня 2022. Процитовано 18 березня 2022.
- Тамара Эйдельман. Год реализованных утопий: школы, учителя и реформаторы образования в России 1990 года // «Новое литературное обозрение» (НЛО). — 2007. — № НЛО 2007/1 (83) (23 апреля). Архівовано з джерела 18 березня 2022. Процитовано 18 березня 2022.
- Тамара Эйдельман. Как мы разбили Хазарский каганат // Отечественные записки. Выпуск №5 (20) 2004. — 2004. — 23 апреля. Архівовано з джерела 10 травня 2021. Процитовано 18 березня 2022.
- Тамара Эйдельман. Путешествия с учениками по провинции: размышление // Русский Журнал. — 2002. — Число 06. — 05. Архівовано з джерела 9 червня 2020. Процитовано 18 березня 2022.
- Тамара Эйдельман. Какую историю мы преподаем? // Русский Журнал. — 2002. — Число 08. — 04. Архівовано з джерела 18 березня 2022. Процитовано 18 березня 2022.
- Тамара Эйдельман. Учителя-историки - городу и миру // Русский Журнал. — 2002. — Число 28. — 03. Архівовано з джерела 18 березня 2022. Процитовано 18 березня 2022.
- Тамара Эйдельман. Независимость, энтузиазм и подписка // Русский Журнал. — 2002. — Число 28. — 02. Архівовано з джерела 18 березня 2022. Процитовано 18 березня 2022.
- Тамара Эйдельман. Что же такое империя? С.Каспэ. "Империя и модернизация. Общая модель и российская специфика". М., Росспэн, 2001 // Русский Журнал. — 2001. — Число 27. — 08. Архівовано з джерела 7 травня 2021. Процитовано 18 березня 2022.
- Тамара Эйдельман. Тихие посетители // Русский Журнал. — 2001. — Число 09. — 06. Архівовано з джерела 18 березня 2022. Процитовано 18 березня 2022.
- Тамара Эйдельман. Хотели как лучше.. // Русский Журнал. — 2001. — Число 14. — 05. Архівовано з джерела 7 травня 2021. Процитовано 18 березня 2022.
- Тамара Эйдельман. "И быстрых разумом Невтонов..." // Русский Журнал. — 2000. — Число 19. — 09. Архівовано з джерела 3 березня 2016. Процитовано 18 березня 2022.
- Тамара Эйдельман. Легко ли возводить мосты? // Русский Журнал. — 2000. — Число 29. — 08. Архівовано з джерела 18 березня 2022. Процитовано 18 березня 2022.